# El Al
El Al («Ель Аль») (івр. אל על — «у височінь») — найбільша авіакомпанія Ізраїлю, національний авіаперевізник. Штаб-квартира — в Тель-Авіві. Займається пасажирськими перевезеннями до країн Азії, Африки, Північної Америки, Європи і Близького Сходу. Спеціальний відділ компанії, «EL AL Cargo», займається вантажоперевезеннями.

## Історія
У вересні 1948 року ізраїльські інженери і техніки переобладнали військовий літак ВПС Ізраїлю на цивільний.
Літак піднявся з військової бази Тель-Ноф і мав на борту два екіпажі загальною кількістю 16 осіб. Літак прибув до Женеви, де взяв на борт президента Ізраїлю Хаїма Вейцмана з дружиною Вірою. Того ж дня ввечері літак прибув назад до Тель-Ноф. У повітряному просторі Ізраїлю літак у його першому цивільному польоті супроводжували чотири винищувачі. Цей політ вважається першим польотом цивільної ізраїльської авіакомпанії «Ель Аль».
Офіційно авіакомпанія була заснована 15 листопада 1948 року і в серпні 1949 почала регулярні пасажирські перевезення з Тель-Авіва до Парижа і Рима, трохи пізніше до пунктів призначення додався Лондон. Безпосадкові польоти з Тель-Авіва до Нью-Йорка почалися з 15 червня 1961 року, коли літак Боїнг 707, що належав «Ель Аль», установив світовий рекорд по далечині безпосадкового польоту, здолавши відстань у 9270 кілометрів за 9 годин і 33 хвилини.
З 1978 року авіакомпанія не робить польотів по суботах.
Перша фаза приватизації, що довго відкладалася, почалася в червні 2003 року, коли 15% акцій компанії були виставлені на продаж на Тель-Авівській фондовій біржі. Холдинг «Кнафаім-Аркіа» придбав значну частку акцій «Ель Аль» 2004 року і нині претендує на повне володіння авіакомпанією. На сьогоднішній день, 40% акцій «Ель Аль» належать «Кнафаім-Аркіа», 30% — приватним інвесторам, 30% — державі. В «Ель Аль» зайнято 5417 співробітників.

## Безпека
«Ель Аль» має репутацію однієї з найбезпечніших авіакомпаній у світі з таких причин:

### На борту
Відомо про приблизно шістьох співробітників служби авіаційної безпеки в цивільному, які перебувають на борту кожного літака під час польоту (точне число агентів не розголошується з міркувань безпеки). Всі співробітники мають заховану під одягом зброю. Всі агенти є вихідцями з армійських частин спеціального призначення. Більшість пілотів «Ель Аль» в минулому — льотчики ВПС Ізраїлю. Крім того, весь екіпаж літака проходить курс рукопашного бою — «Крав мага» і курси поведінки в нештатній ситуації, при терористичній атаці.
У всіх лайнерах авіакомпанії кабіна екіпажу відокремлена від пасажирського відсіку подвійними дверима з кодовим замком. Другі двері відчиняться лише тоді, коли перші зачиняться і той, хто заходить, буде впізнаний капітаном або другим пілотом.
Багажний відсік відокремлений від пасажирського посиленою сталевою підлогою, на випадок вибуху.
Всі літаки El Al оснащені системами інфрачервоної протидії ракетним атакам.

### На землі
Перевірка пасажирів проводиться співробітниками спеціальної служби авіаційної безпеки «Ель Аль», які проходять спеціальні курси.
Весь багаж обов'язково просвічується службою безпеки перед допуском на борт. Так, наприклад, в аеропорту Домодєдово в Москві після перевірки всі пасажири чекають посадки на рейс у спеціальній «стерильній» (відділеній від інших пасажирів) зоні — вона відокремлена скляним огородженням і вхід туди суворо за посадковими квитками на рейс. Пасажири, які не є громадянами Ізраїлю, проходять особливо уважну процедуру огляду.

### Історія
Правила підвищеної безпеки були введені в авіакомпанії після першого в історії політичного викрадення літака членом Народного фронту звільнення Палестини Лейлою Халед і нікарагуанським революціонером Патрісіо Аргуельо 23 липня 1968 року. Цей випадок виявився єдиним успішним прецедентом захоплення ізраїльського літака.

## Напрямки

Напрямки El Al.
Ізраїль
Регулярні рейси
Лише вантажні рейси
Лише код-шерингові рейси

| Країна          | Місто              | Аеропорт                                                    | Примітки                         |
| --------------- | ------------------ | ----------------------------------------------------------- | -------------------------------- |
| Австрія         | Відень             | Віденський міжнародний аеропорт «Швехат»                    |                                  |
| Бельгія         | Брюссель           | Аеропорт Брюссель                                           |                                  |
| Болгарія        | Софія              | Аеропорт Софія                                              |                                  |
| Велика Британія | Лондон             | Аеропорт Лондон-Лутон                                       |                                  |
| Велика Британія | Лондон             | Лондон-Станстед                                             | Сезонні влітку, з 28 червня 2020 |
| Велика Британія | Лондон             | Лондон-Хітроу                                               |                                  |
| Велика Британія | Манчестер          | Аеропорт Манчестер                                          |                                  |
| Угорщина        | Будапешт           | Аеропорт Будапешт                                           |                                  |
| Німеччина       | Берлін             | Берлін-Шенефельд                                            |                                  |
| Німеччина       | Дюссельдорф        | Аеропорт Дюссельдорф                                        | з 1 червня 2020                  |
| Німеччина       | Мюнхен             | Аеропорт Мюнхен                                             |                                  |
| Німеччина       | Франкфурт-на-Майні | Аеропорт Франкфурт                                          |                                  |
| Гонконг         | Гонконг            | Міжнародний аеропорт Гонконгу                               |                                  |
| Греція          | Афіни              | Міжнародний аеропорт «Елефтеріос Венізелос»                 |                                  |
| Індія           | Мумбаї             | Міжнародний аеропорт імені Чатрапаті Шіваджі                |                                  |
| Ірландія        | Дублін             | Аеропорт Дублін                                             | з 26 травня 2020                 |
| Іспанія         | Барселона          | Барселона — Ель-Прат                                        |                                  |
| Іспанія         | Мадрид             | Аеропорт Мадрид-Барахас                                     |                                  |
| Італія          | Венеція            | Венеція-Тессера                                             |                                  |
| Італія          | Мілан              | Аеропорт Мілан-Мальпенса                                    |                                  |
| Італія          | Рим                | Рим-Ф'юмічіно                                               |                                  |
| Канада          | Торонто            | Міжнародний аеропорт «Торонто-Пірсон»                       |                                  |
| Кіпр            | Ларнака            | Аеропорт Ларнака                                            |                                  |
| Китай           | Пекін              | Міжнародний аеропорт Пекін-Шоуду                            |                                  |
| Нідерланди      | Амстердам          | Амстердам-Схіпгол                                           |                                  |
| Польща          | Варшава            | Варшава-Шопен                                               |                                  |
| Португалія      | Ліссабон           | Аеропорт Ліссабон                                           |                                  |
| Росія           | Москва             | Міжнародний аеропорт «Домодєдово»                           |                                  |
| Румунія         | Бухарест           | Міжнародний аеропорт імені Анрі Коанди                      |                                  |
| США             | Бостон             | Міжнародний аеропорт імені генерала Едварда Лоуренса Логана |                                  |
| США             | Лас-Вегас          | Аеропорт МакКаран                                           |                                  |
| США             | Лос-Анджелес       | Міжнародний аеропорт Лос-Анджелеса                          |                                  |
| США             | Маямі              | Маямський міжнародний аеропорт                              |                                  |
| США             | Нью-Йорк           | Міжнародний аеропорт імені Джона Кеннеді                    |                                  |
| США             | Нью-Йорк           | Міжнародний аеропорт Ньюарк-Ліберті                         |                                  |
| США             | Орландо            | Аеропорт Орландо                                            | Сезонні влітку                   |
| США             | Сан-Франциско      | Аеропорт Сан-Франциско                                      |                                  |
| США             | Чикаго             | Міжнародний аеропорт імені Едварда О'Гари                   |                                  |
| Таїланд         | Бангкок            | Суварнабхумі                                                |                                  |
| Україна         | Київ               | Міжнародний аеропорт «Бориспіль»                            |                                  |
| Франція         | Марсель            | Марсель Прованс                                             |                                  |
| Франція         | Ніцца              | Аеропорт Ніцца                                              |                                  |
| Франція         | Париж              | Міжнародний аеропорт імені Шарля де Голля                   |                                  |
| Чехія           | Прага              | Аеропорт Прага                                              |                                  |
| Швейцарія       | Женева             | Аеропорт Женева                                             |                                  |
| Швейцарія       | Цюрих              | Аеропорт Цюрих                                              |                                  |
| ПАР             | Йоханнесбург       | Міжнародний аеропорт О.Р.Тамбо                              |                                  |
| Японія          | Токіо              | Міжнародний аеропорт Наріта                                 | з 11 березня 2020                |

### Код-шерингові партнери
- Aerolíneas Argentinas
- Aeroméxico
- Air China
- Air Serbia
- Alaska Airlines
- JetBlue Airways
- American Airlines
- TAM Airlines
- Iberia
- Swiss International Air Lines
- LOT
- S7 Airlines
- Ethiopian Airlines

## Флот
| Повітряне судно  | Кількість суден  | Пасажирів |
| ---------------- | ---------------- | --------- |
| Boeing 737-800   | 10 +3 замовлення | 142       |
| Boeing 737-800   | 4                | 180       |
| Boeing 737-800   | 1                | 189       |
| Boeing 737-900ER | 8                | 172       |
| Boeing 777-200ER | 6                | 279       |
| Boeing 787-8     | 2 +2 замовлення  | 238       |
| Boeing 787-9     | 12               | 282       |
| Всього           | 44               |           |

## Авіаційні події
- 6 вересня 1970 відбулася спроба захоплення літака Боїнг-707 терористами з Народного фронту звільнення Палестини.
- 24 листопада 1951 вантажний літак DC-4 зазнав аварії при заході на посадку в аеропорту Цюриху. Загинуло шестеро членів екіпажу[5].
- 27 липня 1955 лайнер моделі Lockheed Constellation здійснював переліт з Відня до Тель-Авіва. Через погані погодні умови, які призвели до перешкод у навігації, літак збився з курсу і вторгнувся до повітряного простору Болгарії, через що був збитий винищувачами військово-повітряних сил Болгарії. Лайнер Ель Аль вибухнув у повітрі, і всі 58 людей, які знаходилися на борту, загинули[6].
- 4 жовтня 1992 сталася катастрофа[ru] вантажного лайнера Боїнг 747, який увійшов у штопор і впав на житловий комплекс в Амстердамі.